# Аналітична функція
Аналіти́чна фу́нкція — функція, яка збігається зі своїм рядом Тейлора в околі будь-якої точки області визначення.
У випадку функції комплексної змінної ця властивість збігається із властивістю голоморфності.

## Означення

### Означення 1
Однозначна функція {\displaystyle f:\mathbb {R} \to \mathbb {R} } називається аналітичною в точці {\displaystyle \displaystyle z_{0}}, якщо вона розкладається в ряд Тейлора в околі з центром у цій точці, і цей розклад збігається до функції {\displaystyle \displaystyle f} (в цьому околі). Тобто це функції, які можуть бути виражені степеневими рядами.
Дійсна функція {\displaystyle \displaystyle f(x)} дійсного аргументу {\displaystyle \displaystyle x} називається аналітичною функцією у точці {\displaystyle \displaystyle x} числової осі, якщо можна вказати такий окіл {\displaystyle \displaystyle (x_{0}-h,x_{0}+h)} точки {\displaystyle \displaystyle x_{0}}, в якому {\displaystyle \displaystyle f(x)} визначена і може бути виражена формулою виду:
{\displaystyle f(x)=\sum _{k=1}^{\infty }{a_{k}(x-x_{0})^{k}}}
де {\displaystyle \displaystyle a_{k}} — дійсні числа.
Можна показати, що {\displaystyle \displaystyle a_{0}=f(x_{0})}, {\displaystyle \displaystyle a_{k}={1 \over {k!}}{f^{k}(x_{0})}}, де {\displaystyle \displaystyle k=1,2,3,4,\dots }
(Дивись Тейлора ряд).

### Зауваження
Функція, аналітична в кожній точці інтервалу {\displaystyle \displaystyle (a,b)}, називається аналітичною функцією на цьому інтервалі. Така функція необмежено диференційована на {\displaystyle \displaystyle (a,b)}, але обернене твердження взагалі не має сили, як показує хоч би приклад функції
{\displaystyle f(x)=10^{1 \over x^{2}}\ \ (-1<x<1)}
{\displaystyle f^{k}(0)=\lim _{n\to 0}{f^{k}(x)}=0\qquad \ (k=1,2,3,4,\dots )}
де
що
не є А. ф. у точці x = 0.
Аналогічно визначається дійсна аналітична функція кількох дійсних аргументів. Усі ці визначення без принципових ускладнень поширюються і на комплекснозначні функції.

### Означення 2
Функцію {\displaystyle \displaystyle f(z)} комплексного аргументу {\displaystyle \displaystyle z=x+iy} називається аналітичною функцією від {\displaystyle \displaystyle z} у точці {\displaystyle \displaystyle z_{0}\in \mathbb {C} } комплексної числової площини, якщо {\displaystyle \displaystyle f(z)} визначена в певному круговому околі {\displaystyle \displaystyle (z-z_{0})<\rho } точки {\displaystyle \displaystyle z_{0}} і може бути виражена в цьому околі формулою виду:
{\displaystyle \displaystyle f(z)=\sum _{k=0}^{\infty }{a_{k}(z-z_{0})^{k}}}
де {\displaystyle \displaystyle a_{k}} — певні комплексні числа.
Можна показати, що
{\displaystyle \displaystyle a_{0}=f(z_{0})\ \qquad }, {\displaystyle \displaystyle a_{k}={1 \over {k!}}{f^{k}(z_{0})},\ \ (z=1,2,3,4,\dots )}
(див. Тейлора ряд).

### Означення 3
Функція, аналітична в кожній точці якоїсь області {\displaystyle G} комплексної числової площини, називається аналітичною в області {\displaystyle \displaystyle G}.

### Зауваження
Виявляється, що аналітичність {\displaystyle \displaystyle f(z)} в області {\displaystyle \displaystyle G} є наслідком звичайної її диференційовності в {\displaystyle \displaystyle G}. Аналітична функція кількох комплексних аргументів визначають аналогічно. Аналітичні в області {\displaystyle \displaystyle G} функції тісно пов'язані з гармонічними функціями в цій області, що часто зустрічаються при розв'язуванні так званих плоских задач математичної фізики. Цим в основному пояснюється і важливе застосовне значення самих аналітичних функцій.

## Розвиток теорії аналітичних функцій
У розвитку теорії аналітичних функцій важливу роль відіграли праці Леонарда Ейлера, Оґюстена-Луї Коші, Бернгард Рімана, Карла Вейєршраса.
В дореволюційній Росії істотні результати в застосуванні цієї теорії одержали Софія Василівна Ковалевська, Микола Єгорович Жуковський, С. О. Чаплигін, Г. В. Колосов. Після Жовтневої соціалістичної революції великих успіхів у розвитку теорії аналітичних функцій та їх застосуванні здобули наукові школи, очолювані академіком АН СРСР і УРСР М. О. Лаврентьєвим і професором Г. М. Голузіним. Розроблення проблематики теорії аналітичних функцій в СРСР тісно пов'язане з потребами народного господарства (авіабудівництва, будівництва гідротехнічних споруд та ін.). В УРСР над розробленням проблем теорії аналітичних функцій працюють члени-кореспонденти АН УРСР Наум Ахієзер і М. Г. Крейн, професори Б. Я. Левін, Володимир Олександрович Марченко, Г. М. Положій, В. А. Зморович, П. П. Фільчаков та ін.

## Аналітична калібрувальна функція
Вираз, в якому вимірювану величину x елемента i представлено як функцію концентрації c або якоїсь певної величини q для одно- або багатокомпонентних систем, де взаємовпливом елементів можна знехтувати: xi = Fi(ci) або xi = Fi (qi).